# Công viên Tapgol
Công viên Tapgol (Tiếng Hàn: 탑골공원, Hanja: 塔-公園) trước đây là Công viên Pagoda, là một công viên nằm ở Jongno 2-ga, Jongno-gu, Seoul, Hàn Quốc có diện tích 1,50561 ha (3,7204 mẫu Anh). Nó còn được gọi là Công viên Tapgol vì nó có một tòa tháp hình khúc xương. Công viên trước đây được gọi là Công viên Pagoda cho đến ngày 28 tháng 5 năm 1992.
Công viên Tapgol, được chỉ định là Di tích lịch sử số 354, là công viên đô thị đầu tiên của Hàn Quốc và là địa điểm diễn ra Phong trào ngày 1 tháng 3 chống lại ách thống trị của thực dân Nhật Bản vào năm 1919.

## Vị trí
Ban đầu nó được gọi là Công viên Pagoda và có diện tích là 15,051 m². Ga Jongno 3(sam)-ga, nơi gặp nhau của các Tàu điện ngầm vùng thủ đô Seoul tuyến 1, 3 và 5, và Ga Jonggak trên Tàu điện ngầm vùng thủ đô Seoul tuyến 1 ở gần đó và Trung tâm nhạc cụ Nakwon nằm gần đó. Đây là công viên đầu tiên được thành lập tại Seoul, và là công viên đầu tiên được thành lập tại Hàn Quốc dành cho người Hàn Quốc.

## Mô tả
Công viên này từng là địa điểm của ngôi chùa Phật giáo Wongaksa thế kỷ 15. Từ tap nghĩa là "chùa", và công viên được đặt tên theo chùa Wongaksa, một ngôi chùa bằng đá 10 tầng (Quốc bảo số 2) nằm trong công viên. Nó đã không trở thành một công viên cho đến năm 1897, khi nó được tổ chức như một khu vườn theo đề xuất của John McLeavy Brown, một cố vấn người Ireland cho Vua Gojong.
Một trong những di tích trong công viên là Đài tưởng niệm Wongaksa được xây dựng vào năm 1471 để ghi lại ngày thành lập (ngôi chùa) Wongaksa vào năm 1465. Mặt trước là dòng chữ do Kim Suon sáng tác với lối thư pháp do Seong Im thực hiện. Ở mặt sau có dòng chữ do Seo Geo Jeong sáng tác với nét chữ thư pháp do Jeong Nam Jong thực hiện. Đế hình con rùa được làm từ đá granit và thân được cắt từ đá cẩm thạch. Tượng đài có chiều rộng 1,3 mét/4,3 feet và cao 4,9 mét/16,2 feet. Hai con rồng đan xen được chạm khắc công phu bay lên trời cầm một viên ngọc Phật giáo nằm trên đỉnh tượng đài. Tượng đài Wongaksa là Kho báu số 2.
Công viên Tapgol có ý nghĩa lịch sử quan trọng vì là nơi bắt nguồn của Phong trào ngày 1 tháng 3 năm 1919, một phần quan trọng của phong trào độc lập của Hàn Quốc và là địa điểm đầu tiên để đọc Tuyên ngôn Độc lập. Có một số bức tượng phù điêu tượng trưng cho các anh hùng dân tộc Hàn Quốc, cũng như một tượng đài về phong trào độc lập.

## Thư viện

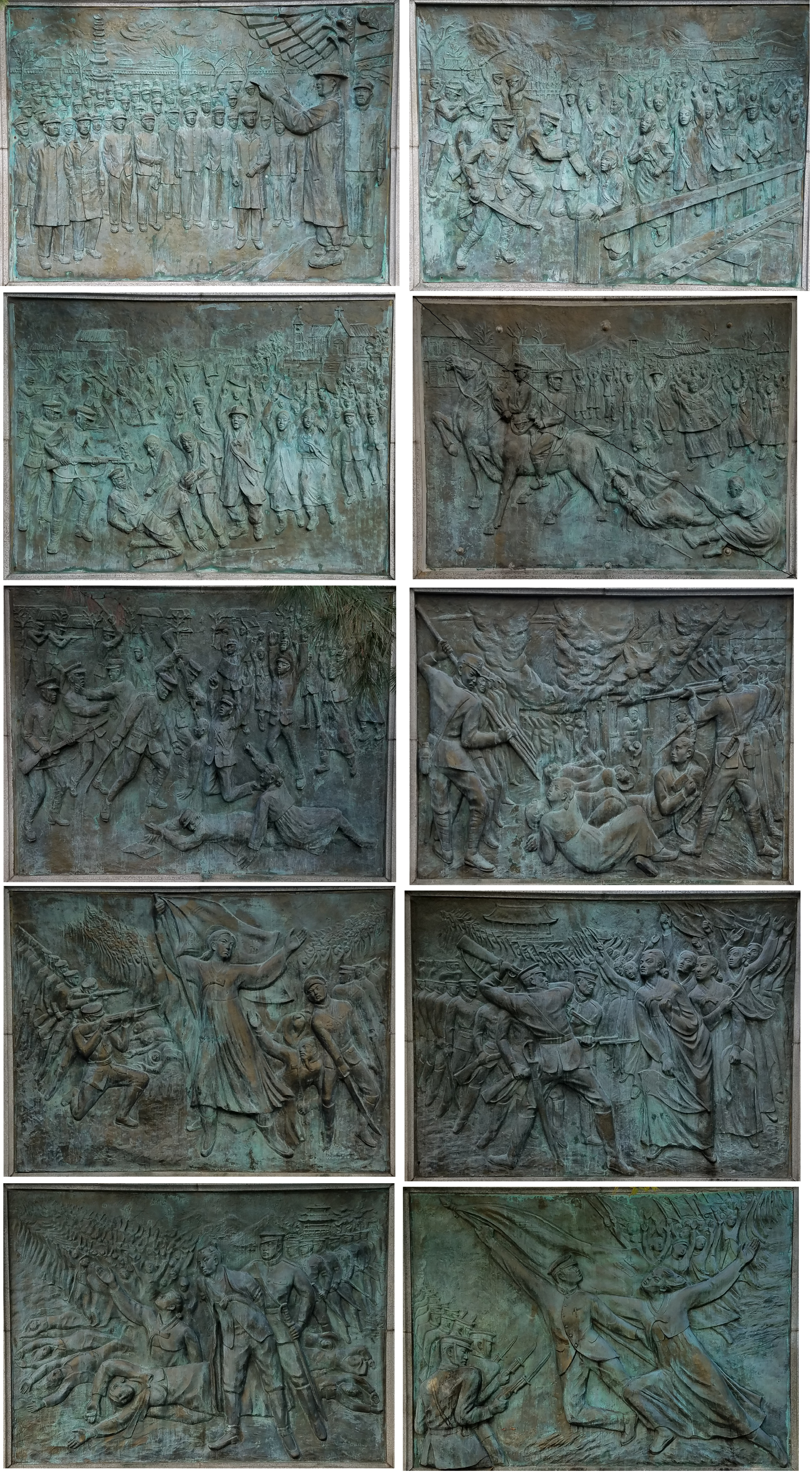
Mười bức phù điêu kỷ niệm Phong trào Độc lập 1/3/1919
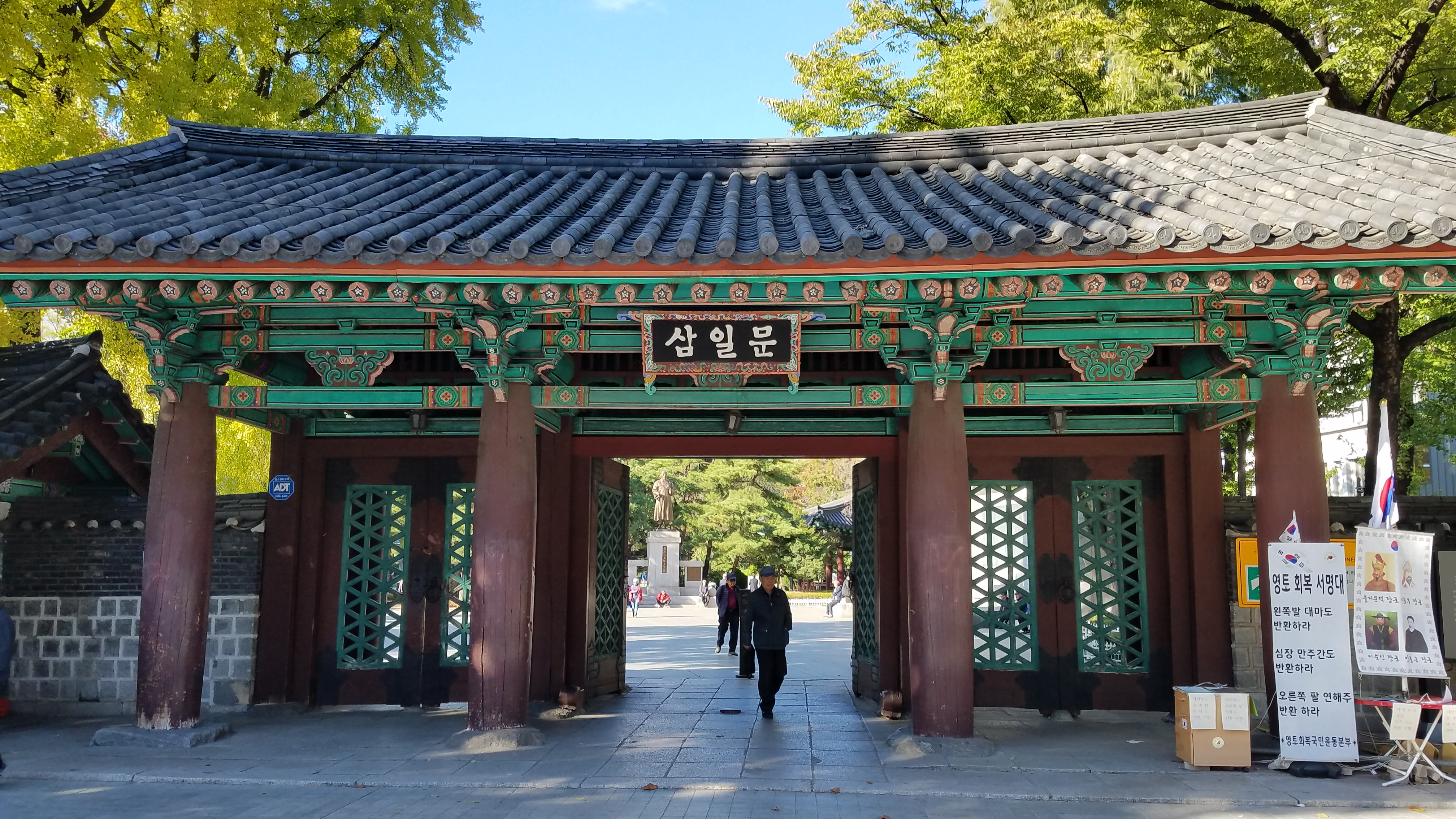
Lối vào, chữ ở giữa ghi "Samilmun" trong đó "3 1" ám chỉ Phong trào Độc lập ngày 1 tháng 3 năm 1919
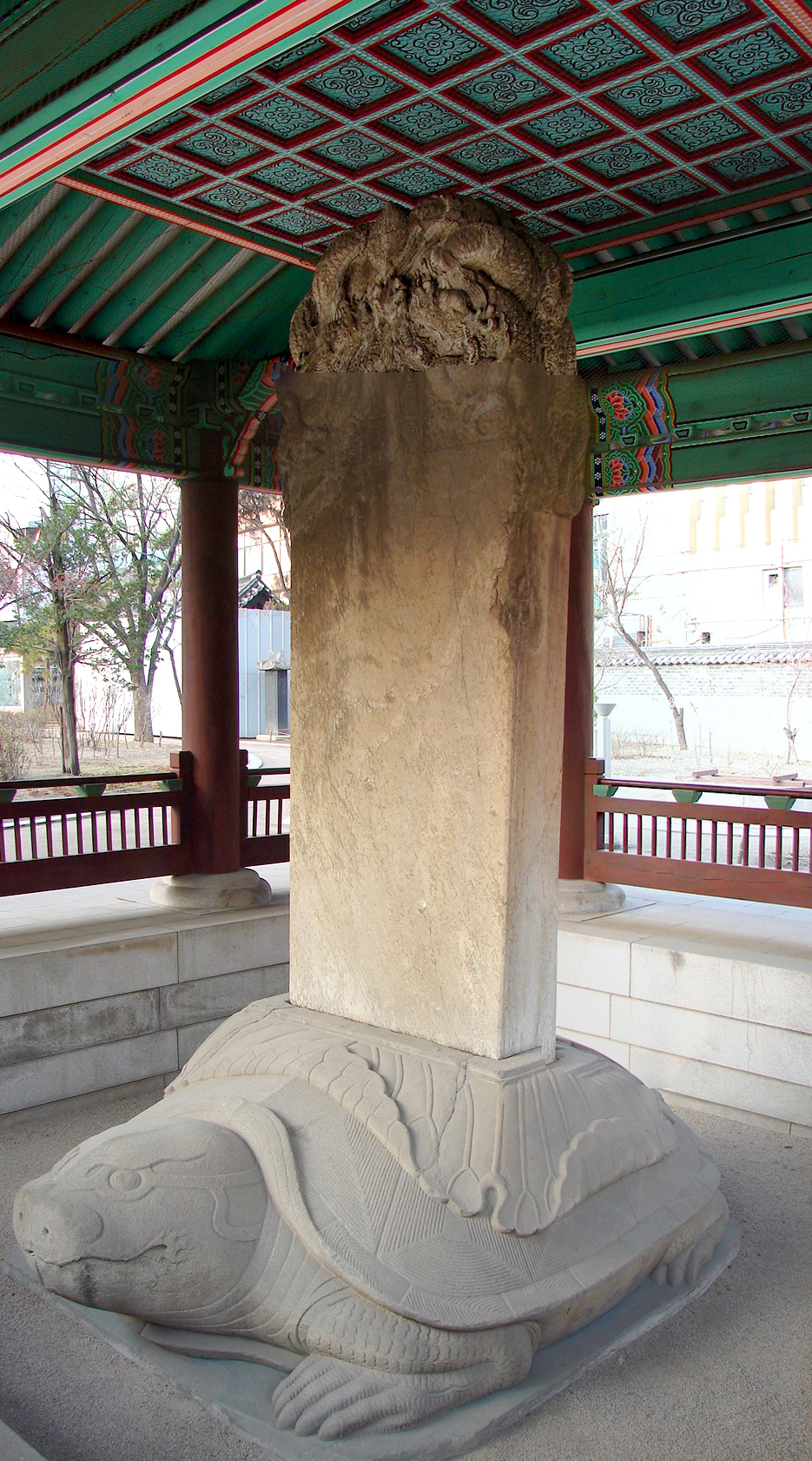
Đài tưởng niệm Wongaksa